# Нови де Кавейрак, Жан
Жан Нови́ де Кавейра́к (фр. Jean Novi de Caveirac; 1713, Ним — 1782) — французский аббат, публицист и музыковед.
Известен своим оппонированием Жан-Жаку Руссо в споре о французской музыке — выразил свою позицию в памфлетах «Письмо одного вестгота господину Фрерону по поводу диспута о гармонии с господином Руссо» (фр. «Lettre d’un Visigoth à M. Fréron, sur la dispute harmonique avec M. Rousseau»; Париж, 1754) и «Новое письмо господину Руссо из Женевы» (фр. «Nouvelle Lettre à M. Rousseau de Genève»; Париж, 1754). 
Выступал с радикально-католических позиций в памфлете «Похвала Людовику XIV и его Совету за восстановление Нантского эдикта» (фр. «Apologie de Louis XIV et de son Conseil sur la révocation de l'édit de Nantes; Париж, 1758), оправдывавшем массовое убийство протестантов в Варфоломеевскую ночь и вызвавшем резкий отклик Вольтера.